# The Listening Sessions
The Listenings Sessions fue la primera gira musical promocional de la cantante y compositora estadounidense Ariana Grande, para promover su álbum debut Yours Truly, el cual fue lanzado el 3 de septiembre de 2013. Incluyó únicamente conciertos en Norteamérica. Los boletos de preventa salió a la venta el 18 de julio. Los boletos regulares salieron a la venta el 19 de julio de 2013. Los boletos de preventa se agotaron a un ritmo muy acelerado antes que los boletos regulares estuvieran disponibles. El tour recaudó $ 679,360 de 11 shows en América del Norte que no formaron parte del “Jingle Ball”.

## Antecedentes
El 22 de julio de 2013, el mismo día que "Baby I" se anunció, Grande anunció que realizaría su gira de conciertos debut en agosto de ese año. Grande dijo que eligió el nombre de The Listening Sessions (en español: ‘Las Sesiones de Escucha’), porque ella sólo estaría actuando en un puñado de pequeños lugares íntimos donde los fanáticos oyesen la música del álbum antes de que este fuese puesto en libertad.
Los boletos de preventa salieron a la venta el jueves 18 de julio, mientras que los boletos regulares salieron a la venta el viernes 19 de julio de 2013. Los boletos preventa tuvieron que ser retirados rápidamente, ya que se estaban vendiendo a un ritmo tan rápido que las entradas para la gira fue casi se agotaron antes que los boletos regulares estuviesen disponibles.
Así la gira se desarrolló únicamente por Norteamérica, con 11 fechas propias y 7 espectáculos pertenecientes al festival navideño “Jingle Bell” celebrado en grandes estadios de Estados Unidos, cantando un repertorio menor al de los conciertos propios de grande en los lugares de menor capacidad. Asimismo, mientras Grande estaba de gira, se encontraba en plena fase de creación del que sería su segundo álbum de estudio, My Everything, que fue lanzado en 2014.

## Repertorio
1. «Baby I»
2. «Lovin' It»
3. «You'll Never Know»
4. «Honeymoon Avenue»
5. «Tattooed Heart»
6. «Better Left Unsaid»
7. «Daydreamin'»
8. «Almost Is Never Enough»
9. «Higher»
10. «Piano»
11. «Right There»
12. «The Way»

Notas

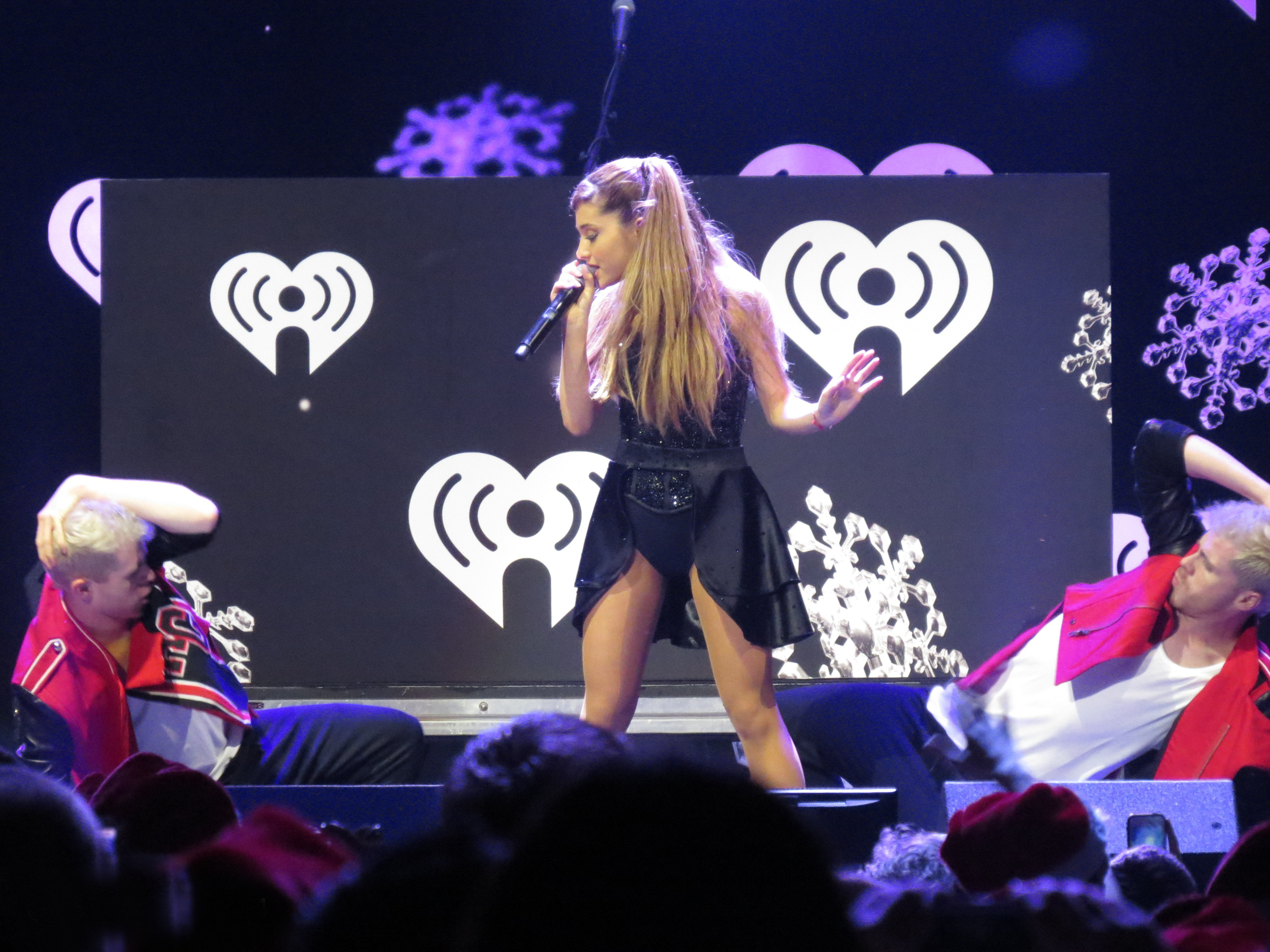
Ariana Grande presentándose en el "Jingle Bell"

- Durante la actuación en Red Bank, Grande interpretó una canción inédita titulada "Higher".[6]
- Durante la actuación en Los Ángeles, Grande estuvo acompañado por Big Sean para realizar su canción "Right There", mientras que Mac Miller también ayudó a Grande en la realización de "The Way".[7]

Referencia:

## Fechas
| Norte América            |               |                |                            |
| 13 de agosto de 2013     | Silver Spring | Estados Unidos | The Fillmore Silver Spring |
| 14 de agosto de 2013     | Nueva York    | Estados Unidos | Best Buy Theater           |
| 16 de agosto de 2013     | Filadelfia    | Estados Unidos | Electric Factory           |
| 17 de agosto de 2013     | Red Bank      | Estados Unidos | Count Basie Theatre        |
| 18 de agosto de 2013     | Lowell        | Estados Unidos | Lowell Memorial Auditorium |
| 27 de agosto de 2013     | Toronto       | Canadá         | Sound Academy              |
| 28 de agosto de 2013     | Royal Oak     | Estados Unidos | Royal Oak Music Theatre    |
| 29 de agosto de 2013     | Rosemont      | Estados Unidos | Rosemont Theatre           |
| 31 de agosto de 2013     | Kansas City   | Estados Unidos | Midland Theatre            |
| 9 de septiembre de 2013  | Los Ángeles   | Estados Unidos | Club Nokia                 |
| 22 de septiembre de 2013 | New Albany    | Estados Unidos | Wexner Estate              |
| 2 de diciembre de 2013   | Dallas        | Estados Unidos | American Airlines Center   |
| 6 de diciembre de 2013   | Los Ángeles   | Estados Unidos | Staples Center             |
| 10 de diciembre de 2013  | Saint Paul    | Estados Unidos | Xcel Energy Center         |
| 13 de diciembre de 2013  | New York      | Estados Unidos | Madison Square Garden      |
| 14 de diciembre de 2013  | Rosemont      | Estados Unidos | Allstate Arena             |
| 15 de diciembre de 2013  | San Jose      | Estados Unidos | SAP Center at San Jose     |
| 18 de diciembre de 2013  | Tampa         | Estados Unidos | Tampa Bay Times Forum      |
| 20 de diciembre de 2013  | Sunrise       | Estados Unidos | BB&T Center                |

## Recaudaciones
| Lugar                      | Ciudad        | Tickets Vendidos / Disponible | Ingresos brutos |
| -------------------------- | ------------- | ----------------------------- | --------------- |
| The Fillmore Silver Spring | Silver Spring | 2,000 / 2,000 (100%)          | $59,040         |
| Best Buy Theater           | New York City | 2,027 / 2,027 (100%)          | $71,041         |
| Electric Factory           | Philadelphia  | 2,341 / 2,341 (100%)          | $69,195         |
| Count Basie Theatre        | Red Bank      | 1,474 / 1,474 (100%)          | $51,590         |
| Lowell Memorial Auditorium | Lowell        | 2,692 / 2,692 (100%)          | $79,414         |
| Sound Academy              | Toronto       | 2,586 / 2,586 (100%)          | $79,960         |
| Royal Oak Music Theatre    | Royal Oak     | 1,694 / 1,694 (100%)          | $50,106         |
| Rosemont Theatre           | Rosemont      | 2,291 / 2,566 (89%)           | $80,185         |
| The Midland by AMC         | Kansas City   | 1,545 / 2,139 (72%)           | $50,093         |
| Club Nokia                 | Los Ángeles   | 2,351 / 2,351 (100%)          | $88,736         |
| Wexner Estate              | New Albany    | 4,260 / 4,260 (100%)          |                 |
| TOTAL                      | TOTAL         | 25,261 / 26,130 (96%)         | $679,360        |